# Tiffany Brissette
Tiffany Marie Brissette (Paradise, 26 de dezembro de 1974) é uma ex-atriz estadunidense, mais conhecida pelo papel de Vicky, a menina robô do seriado Super Vicky.
Brissette nasceu na Califórnia e começou a carreira ainda muito nova por influencia da mãe. Iniciou atuando no filme Heart Like a Wheel em 1982, e em seguida, emprestou sua voz ao filme Caravana da Coragem, de 1983. Entretanto, o auge de sua fama veio com a atuação da pequena robô Vicky, no seriado Super Vicky, entre 1985 e 1989. Após o término da série, atuou em pequenos papeis em séries e filmes de TV. Seu último papel na TV foi na série Equal Justice entre os anos de 1990 a 1991. 
Em 2007, Tiffany trocou de profissão e atualmente trabalha como enfermeira em Boulder, Colorado.

## Filmografia
| Filme      | Filme                          | Filme                             | Filme                         |
| Ano        | Filme                          | PErsonagem                        | Notas                         |
| ---------- | ------------------------------ | --------------------------------- | ----------------------------- |
| 1983       | Heart Like a Wheel             | Shirley Muldowney (jovem)         |                               |
| Television |                                |                                   |                               |
| Ano        | Título                         | Personagem                        | Notas                         |
| 1982       | A Woman Called Golda           | Voz                               | Filme (TV)                    |
| 1984       | Caravana da Coragem            | Voz                               | Filme (TV) Descreditada.      |
| 1984–1985  | Webster                        |                                   | 3 episódios                   |
| 1985–1989  | Super Vicky                    | Victoria Ann "Vicki" Smith-Lawson | 96 episódios                  |
| 1986       | Love, American Style           |                                   | 1 episódio                    |
| 1987       | The Adventures of Teddy Ruxpin | (Voz)                             | Episódios desconhecidos       |
| 1988       | Fun House                      |                                   | 1 episodio                    |
| 1990       | Beanpole                       | Alice Gillette                    | Filme (TV)                    |
| 1990       | Equal Justice                  | Katie Rogan                       | 5 Episódios                   |
| 1991       | Parker Lewis Can't Lose        | Annie Ricker                      | Episódio: "Heather the Class" |
| 1991       | Equal Justice                  | Katie Rogan                       | 2 episódios                   |